# Bassi (departement)
Bassi är ett departement i Burkina Faso.   Det ligger i provinsen Zondoma och regionen Nord, i den centrala delen av landet, 130 kilometer nordväst om huvudstaden Ouagadougou.